# Германия осенью
«Германия осенью» (нем. Deutschland im Herbst) — западногерманский фильм-антология 1978 года о так называемой «Немецкой осени» 1977 года, известной своими террористическими актами.
Он состоит из работ разных режиссёров, в том числе Райнера Вернера Фассбиндера, Александра Клюге, Эдгара Рейца, Бернхарда Зинкеля, Альфа Брустеллина, Ханса Петера Клоса, Кати Рупе, Петера Шуберта и Фолькера Шлёндорфа.
Премьера фильма состоялась на 28-м Берлинском международном кинофестивале, где он получил специальный приз.

## Сюжет
Фильм состоит из следующих документальных и игровых новелл:

### Ханнс Мартин Шлейер
Государственная панихида по Ханнсу Мартину Шлейеру, ведущему немецкому промышленнику и главе корпорации Daimler-Benz, похищенному и убитому членами РАФ.
Позже мы видим турецкого мужчину, арестованного возле мемориальной службы за хранение винтовки, фабричных рабочих, стоящих в молчании, чтобы отметить смерть Шлейера, и гостиничный персонал на поминальной службе, готовящийся подавать закуски. Режиссер: Александр Клюге.

### Райнер Вернер Фассбиндер
Серия диалогов между Райнером Вернером Фассбиндером и его матерью, его бывшей женой Ингрид Кавен, его бойфрендом Армином Мейером по поводу угона самолета, похищения Шлейера и предполагаемых самоубийств членов РАФ Андреаса Баадера, Гудрун Энсслин и Яна-Карла Распе в тюрьме строгого режима Штутгарт-Штаммхайм. Режиссер: Райнер Вернер Фассбиндер.

### Габи Тейхерт
Учительница истории по имени Габи Тейхерт ставит под сомнение некоторые учебные программы, которые она преподает, что вызывает беспокойство её начальства.
Архивные кадры представляют круг её исследовательских интересов в области немецкой истории, включая трагедию в Майерлинге, немецкую военную железную дорогу, восстание спартакистов и отравление Эрвина Роммеля.
Позже появляются документальные кадры съезда СДПГ 1977 года, на котором выступающие осуждают действия левых террористов. Габи Тейхерт находится в аудитории и старательно делает заметки во время выступления Макса Фриша. Режиссёр: Александр Клюге.

### Франциска Буш
Молодую женщину избивают на подземной автостоянке. Другая молодая женщина, проезжавшая мимо места происшествия, Франциска Буш, выходит из своей машины и мешает нападавшему. Затем она привозит жертву домой и заботится о ней. Сцена сопровождается песней Вольфа Бирмана.
Соучредитель РАФ Хорст Малер даёт в тюрьме телеинтервью и утверждает, что фашизм продолжает существовать в Западной Германии после нацистской эпохи. Он также раскрывает моральные противоречия левого терроризма.
Франциска Буш смотрит запись интервью в аудитории телестудии, где работает её парень. Буш начинает снимать пропагандистские фильмы с революционной группой, частью которой она является. Они снимают фильм о немецком певце Вольфе Бирманне, исполняющем монолог «Девушка в Штутгарте», в котором ставится под сомнение официальная версия событий, касающихся ночи смерти в Штаммхайме. Режиссеры: Бернхард Зинкель и Альф Брустеллин.

### Тени страха
В Мюнхене женщину навещает мужчина, у которого по лбу течет кровь, она приглашает его в свою квартиру. Увидев его лицо в газете среди снимков разыскиваемых террористов, женщина решает не сообщать о нём. Режиссеры: Ханс Петер Клос и Катя Рупе.

### Пограничная станция
Таможенники патрулируют контрольно-пропускной пункт между Францией и Германией. Проезжающую мимо неженатую пару останавливают и проверяют их паспорта. Пограничник предполагает, что женщина имеет сходство с одной из разыскиваемых террористок. В конце концов их пропускают. Режиссер: Эдгар Рейц.

### Бундесвер
Документальная новелла о том, как немецкая армия проводит различные наземные и воздушные учения в сельской местности Германии.
Режиссёр: Петер Шуберт.

### Отложенная Антигона
На фоне актуальной политической ситуации в стране программный совет телевидения обсуждает предстоящий показ постановки трагедии Софокла «Антигона» о смерти, власти и политическом сопротивлении. После долгих дебатов совет принимает решение не включать постановку в программу. Автор сценария Генрих Бёлль, режиссёр Фолькер Шлендорф.

### Похороны
Фильм завершается кадрами с похорон Андреаса Баадера, Гудрун Энсслин и Яна-Карла Распе, на которых присутствуют сотни протестующих. Некоторые из них будут арестованы. Режиссер: Александр Клюге.
Фильм начинается и заканчивается одной и той же цитатой: «Когда жестокость достигает определенной точки, уже не имеет значения, кто ее совершил, — она просто должна прекратиться. Фрау Вильде (мать пятерых детей), апрель 1945 года».

## В ролях
- Ханнелоре Хогер — Габи Тейхерт, учительница истории
- Ангела Винклер — Антигона
- Франциска Вальзер — Исмена, сестра Антигоны
- Хельмут Грим — Креон
- Марио Адорф — представитель церкви
- Хайнц Беннент — интендант телевидения
- Дитер Лазер — депутат
- Энно Паталас — редактор телевидения
- Вадим Гловна — Фрайермут
- Катя Рупе — Бранка, пианистка
- Ханс Петер Клос — раненый иностранец
- Райнер Вернер Фассбиндер — в роли самого себя
- Вольф Бирманн — в роли самого себя
- Хорст Малер — в роли самого себя
- Армин Мейер — в роли самого себя
- Макс Фриш — в роли самого себя

## Звуковая дорожка
Музыкальная тема фильма — отрывок из второй части соль мажор квартета до мажор, соч. 76 № 3 «Время» Йозефа Гайдна.
Реквием ре минор Моцарта звучит на церемонии похорон Ханнса-Мартина Шлейера и когда флаги с трехконечной звездой на концерне Daimler-Benz приспущены.
После похорон членов РАФ Андреаса Баадера, Гудрун Энсслин и Яна-Карла Распе фильм заканчивается песней Here’s to You Джоан Баэз и Эннио Морриконе в честь анархистов Николы Сакко и Барта Ванцетти, в то время как молодая мать со своей маленькой дочерью в красной куртке убегает с кладбища.